# Campeonato Estoniano de Patinação Artística no Gelo de 2017
Campeonato Estoniano de Patinação Artística no Gelo de 2017 foi a nonagésima primeira edição do Campeonato Estoniano de Patinação Artística no Gelo, um evento anual de patinação artística no gelo onde os patinadores artísticos competem pelo título de campeão estoniano no nível sênior. A competição foi disputada entre os dias 9 de dezembro e 11 de dezembro de 2016, na cidade de Tallinn, Harjumaa.

## Eventos
- Individual masculino
- Individual feminino
- Dança no gelo

## Medalhistas
| Evento                        | Ouro                          | Prata                   | Bronze                  |
| Sênior                        |                               |                         |                         |
| Individual masculino detalhes | Daniel-Albert Naurits         | Daniil Zurav            | Samuel Koppel           |
| Individual feminino detalhes  | Helery Hälvin                 | Gerli Liinamäe          | Annely Vahi             |
| Dança no gelo detalhes        | Katerina Bunina German Frolov | Marina Elias Geido Kapp | nenhum outro competidor |

## Resultados

### Sênior

#### Individual masculino
| Pos.              | Nome                  | Pontos | PC        | PL         |
| ----------------- | --------------------- | ------ | --------- | ---------- |
| Medalha de ouro   | Daniel-Albert Naurits | 192.09 | 66.98 (1) | 125.11 (1) |
| Medalha de prata  | Daniil Zurav          | 177.52 | 64.27 (2) | 113.25 (2) |
| Medalha de bronze | Samuel Koppel         | 168.25 | 57.18 (3) | 111.07 (3) |
| 4                 | Jegor Zelenjak        | 131.09 | 48.99 (4) | 82.10 (5)  |
| 5                 | Mihhail Selevko       | 126.94 | 44.65 (5) | 82.29 (4)  |

#### Individual feminino
| Pos.              | Nome                     | Pontos | PC        | PL        |
| ----------------- | ------------------------ | ------ | --------- | --------- |
| Medalha de ouro   | Helery Hälvin            | 155.14 | 56.07 (1) | 99.07 (1) |
| Medalha de prata  | Gerli Liinamäe           | 140.82 | 49.65 (2) | 91.17 (2) |
| Medalha de bronze | Annely Vahi              | 128.76 | 45.67 (3) | 83.09 (3) |
| 4                 | Kristina Skuleta-Gromova | 125.82 | 45.14 (4) | 80.68 (5) |
| 5                 | Johanna Allik            | 120.93 | 38.97 (7) | 81.96 (4) |
| 6                 | Calista Krass            | 119.85 | 41.69 (5) | 78.16 (6) |
| 7                 | Diana Reinsalu           | 111.45 | 39.83 (6) | 71.62 (8) |
| 8                 | Eva-Lotta Kiibus         | 106.34 | 34.66 (8) | 71.68 (7) |
| 9                 | Sindra Kriisa            | 95.92  | 33.15 (9) | 62.77 (9) |

#### Dança no gelo
| Pos.             | Nome                            | Pontos | PC        | PL        |
| ---------------- | ------------------------------- | ------ | --------- | --------- |
| Medalha de ouro  | Katerina Bunina / German Frolov | 155.14 | 47.61 (1) | 76.73 (1) |
| Medalha de prata | Marina Elias / Geido Kapp       | 140.82 | 44.71 (2) | 60.24 (2) |